# Опокський ВТТ
Опокський ВТТ (ОПОКСКИЙ ИТЛ, ИТЛ Строительства Опокского гидроузла, ИТЛ и Строительство Опокского гидроузла, Опокстрой, Опоклаг) — підрозділ, що діяв в системі виправно-трудових установ СРСР.
Організований 11.10.40; закритий 28.06.41.

Знову організований 23.07.43;

остаточно закритий 23.07.47

## Підпорядкування і дислокація
- ГУЛГТС з 11.10.40;
- ГУЛПС (промислового буд-ва) з 23.07.43.

Дислокація : Вологодська область, Великоустюзький р-н, с. Пороги.

## Історія
Опокський ВТТ був створений для обслуговування будівництва гідровузла, щоб поліпшити умови судноплавства по річці Сухоні, лівої складової Північної Двіни. Роботи з основних споруд гідровузла були розпочаті в січні і до кінця березня 1941 виконані на 43,93%.
З початком війни будівництво було призупинено. Весь особовий склад табору та інвентар були передані Відділу виправно-трудових колоній (ОВТК) УНКВС по Вологодській області.
В 1943 роботи відновили. Жителі сіл були переселені, оселі що залишилися були пристосовані для потреб табору. Робітники-ув'язнені проживали в бараках-землянках, освітлюваних гасовими лампами. До початку навігації 1944 були закінчені роботи з реконструкції шлюзу «Знаменитий», і його ув'язнених приєднали до з/к Опокстроя. Хоч роботи були близькі до завершення, але весняним паводком 1947 і льодоходом була зруйнована водозливна гребля.

## Чисельність з/к
- 01.01.41 — 579,
- 01.07.41 — 1616;
- 01.01.44 — 813,
- 01.01.45 — 2606,
- 01.01.46 — 3194,
- 01.01.47 — 1358,
- 01.08.47 — 470